# Ляшенко, Ольга Владимировна
О́льга Влади́мировна Ляше́нко (укр. Ольга Володимирівна Ляшенко; род. 27 июля 1979, Харьков) — украинская художница, живописец и иконописец, живёт в Германии.

## Биография
Родилась 27 июля 1979 года в Харькове, в Украинской ССР.
С 1996 по 1999 год обучалась в Харьковском государственном художественном училище (ХГХУ) на факультете образовательного искусства у академиков Г. С. Коробова, Ю. Л. Дятлова и В. А. Старикова и получила диплом художника.
В 1999 году начала обучение в Харьковской государственной академии дизайна и искусств (ХГАДИ), где наряду с живописью и рисунком, изучала реставрацию и иконопись. В 2006 году получила диплом с отличием по специальности реставратора, живописца и иконописца.
В начале октября 2010 года переехала в Германию, где получила второе высшее образование в университете Эрфурта (Fachhochschule Erfurt) по специальности реставратор монументальной живописи и архитектурных поверхностей. На протяжении 2012—2014 годов она была стипендиаткой немецкой программы для одарённых студентов — Deutschlnadstipendium. После успешного завершения обучения она получила научную степень магистра искусств.
Живёт и занимается творчеством в Баварии.

## Живопись
Ещё на протяжении обучения Ольга Ляшенко черпала вдохновение в творчестве Леонардо да Винчи, Герхарда Рихтера и Марка Гейко. В этот период художница посвятила себя летним пленерам в Крыму. Для дипломной работы она создала станковую картину под названием «Пасха», посвященную христианской тематике. В 1998—2010 годах она активно участвовала в разнообразных выставках на Украине и в России.

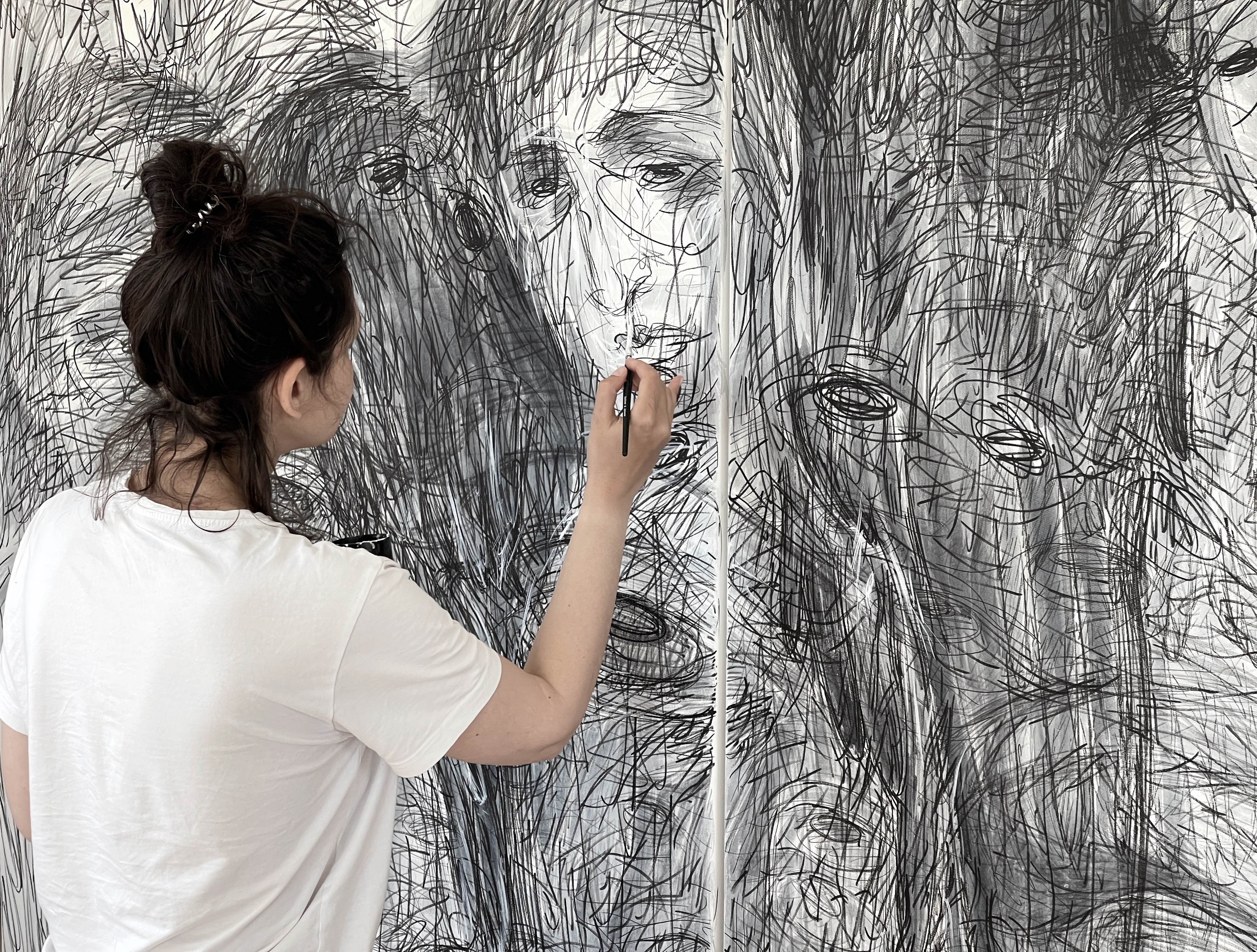
Ольга Ляшенко за работой над диптихом «лицо Ангела», 2022 год

С течением времени манера и техника живописи Ольги Ляшенко меняется. На смену традиционной академической масляной живописи приходит смешанная техника. В апреле 2010 года Ольга Ляшенко получила премию члена жюри Бориса Михайлова на интернациональном фестивале Non Stop Media V, который проводится Харьковской муниципальной галереей как биеннале.
Её творчество развивалось от реалистического до абстрактного искусства. В этой трансформации невозможно отличить определённые стили друг от друга. Уже в Германии Ольга Ляшенко все больше посвящяет себя творческой деятельности. С 2017 года она является членом союза художников Германии (BBK Bundesverband Bildender Künstlerinnen und Künstler). В 2020 году она представила свою работу на выставке художественной премии региона Хасберге.
Одновременно со сменой техники происходит и тематическая трансформация её картин. Кроме классических изображений пейзажей и натюрмортов появляются и другие темы. Художница работает над разнообразнейшими темами, которые одновременно создают её индивидуальный стиль и манеру письма. Сейчас Ольга Ляшенко обращается к актуальным, современным и одновременно вечным темам.

## Иконопись
В 13 лет Ольга Ляшенко написала первую икону Божией Матери. Позже во время обучения она овладела разнообразными техниками иконописи, среди которых темпера. В рамках дипломной работы она написала икону «Знамение. Курская — Коренная» для храмa Рождества Христова в селе Уланок Курской области, Россия. В центре иконы изображено Знамение Божьей Матери в окружении святых и стилизованного ростительного орнамента. Образцом для написания стала чудотворная Курская — Коренная икона Божьей Матери «Знамение», которая хранится в Синодальном Знаменском соборе в Нью-Йорке.
На протяжении 2012—2013 годов Ляшенко создала иконостас для Елецкого Успенского женского монастыря в Чернигове, Украина.
При написании икон художница опирается на византийские иконописные каноны. Она пишет иконы на дереве яичной темперой с использованием натуральных пигментов. Для позолоты используется сусальное золото.

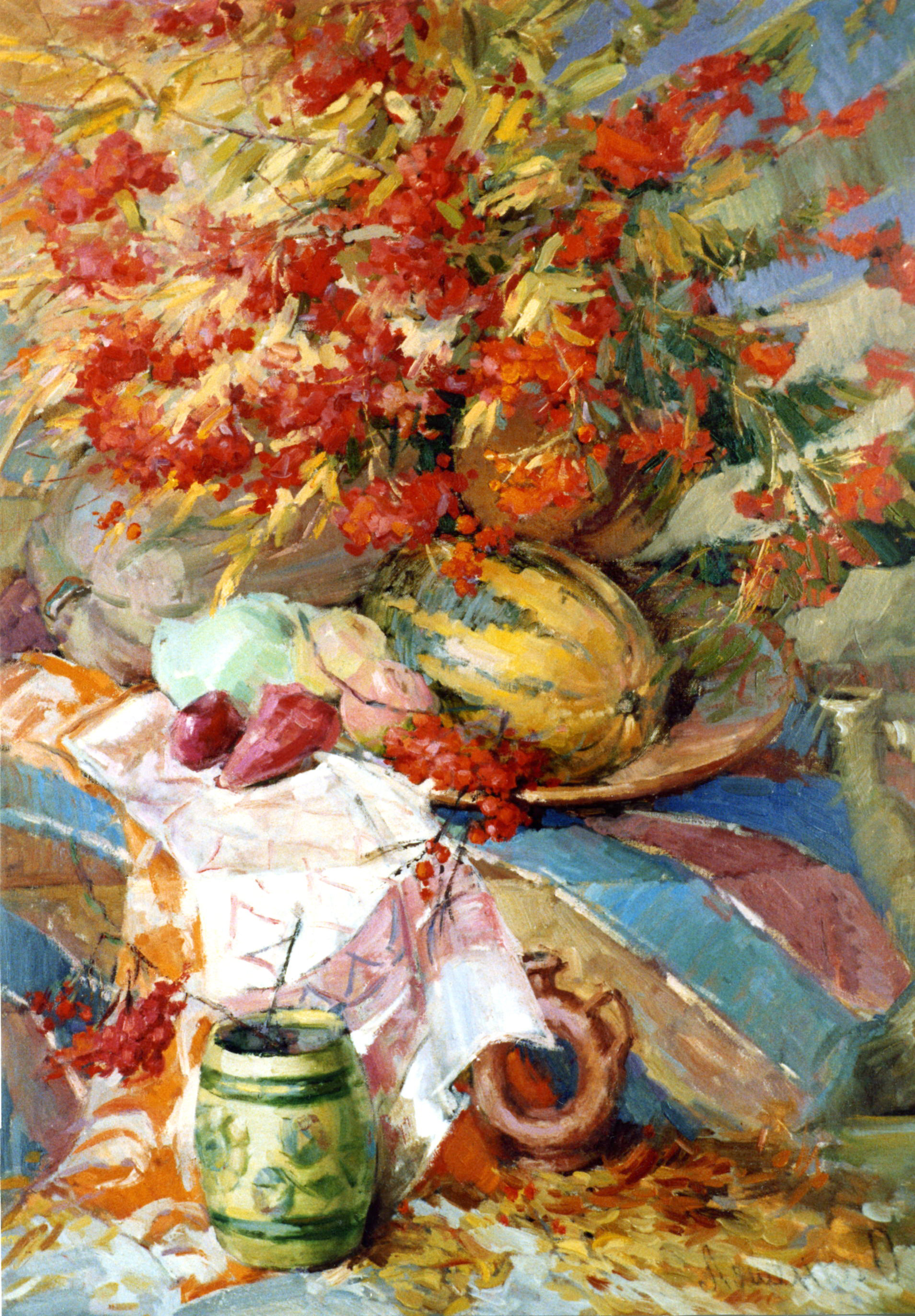
Украинская осень 2004 масляная живопись (студенческая работа), ХГАДИ
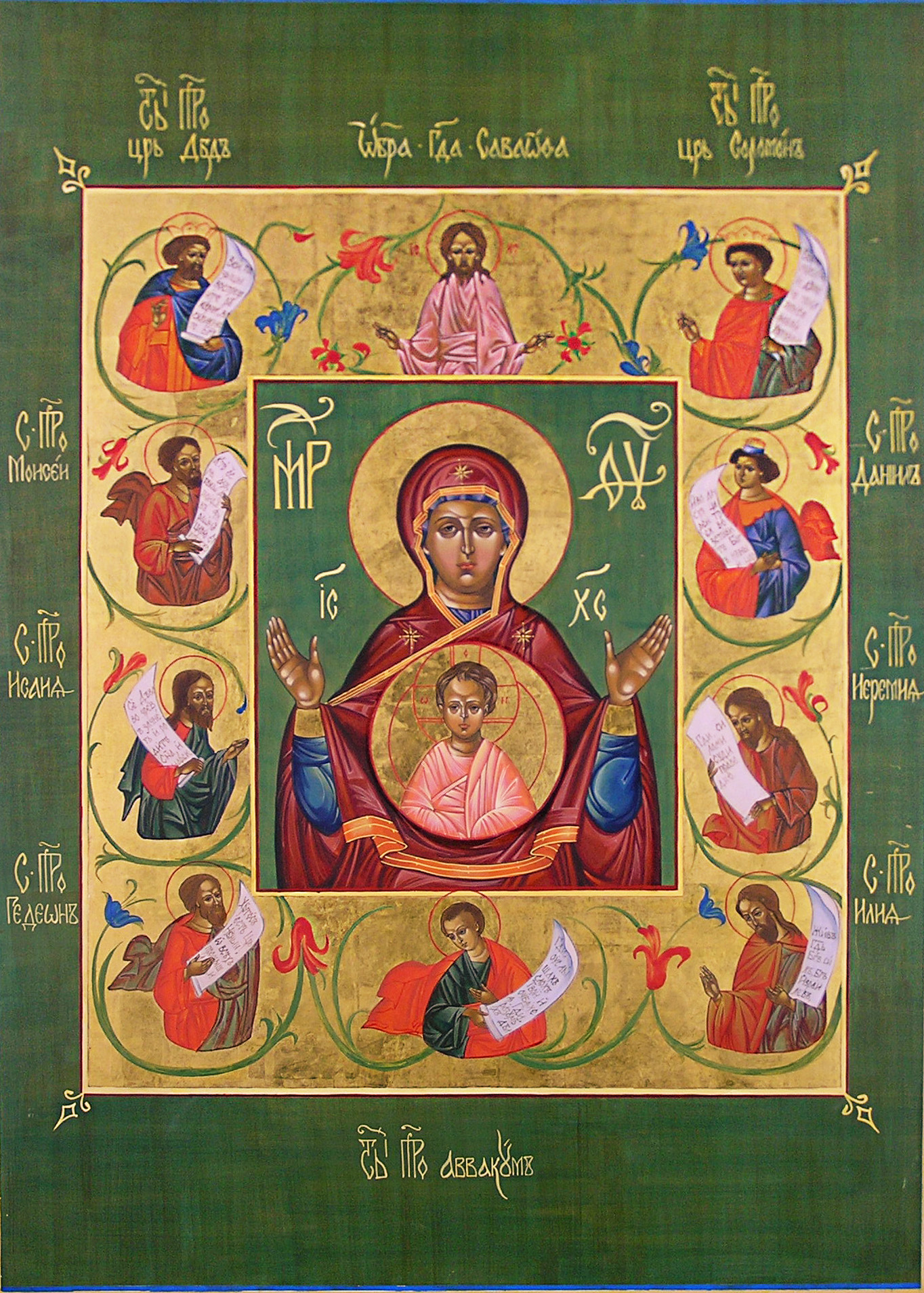
Знамение. Курская Коренная 2005 темпера, золочение, храм Рождества Христова, Курская область, Россия
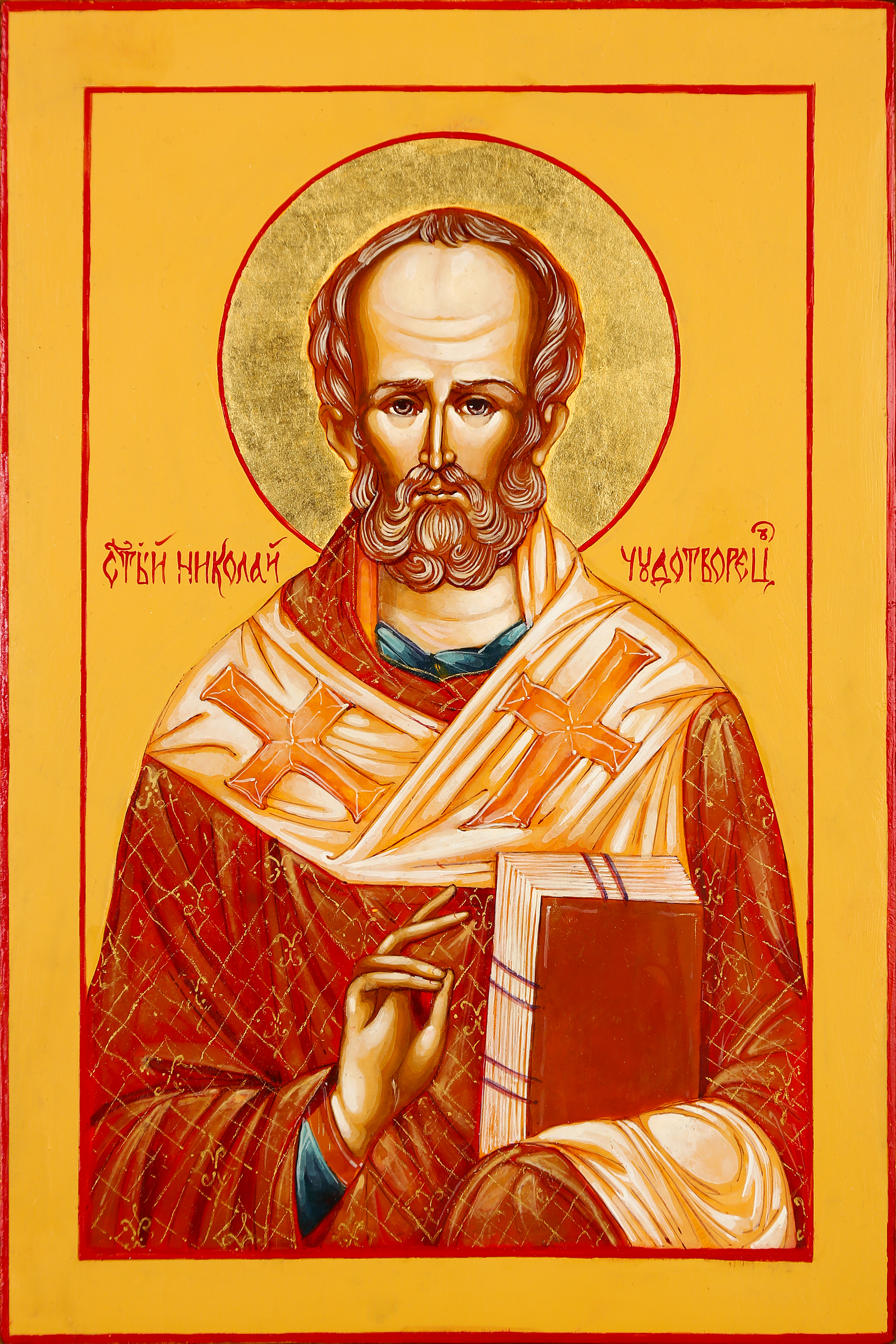
Святой Николай Чудотворец 2021 темпера, золочение, частное собрание Украина
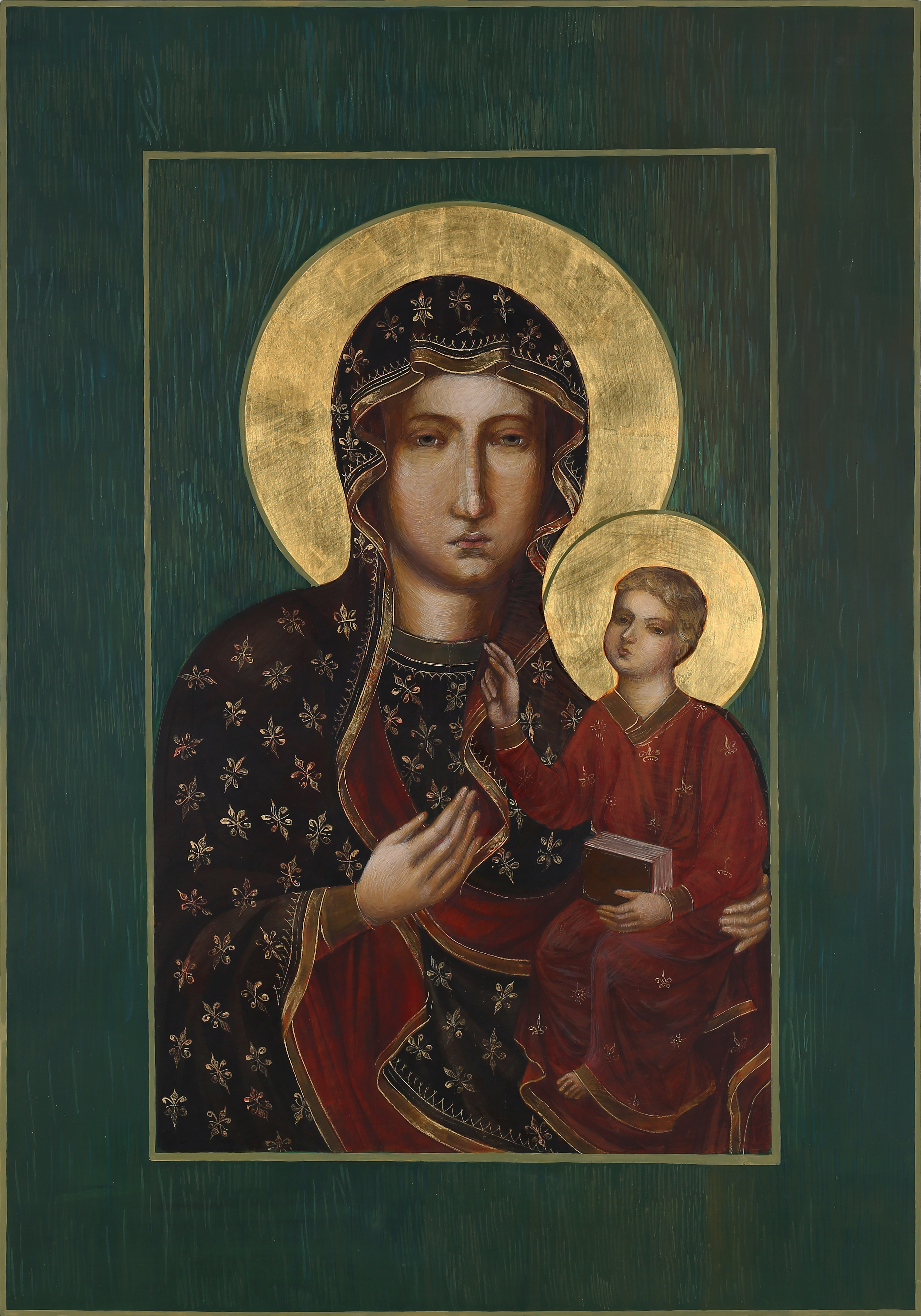
Ченстоховская икона Божией Матери, 2021 темпера, золочение, Германия

## Выставки (выборочно)
- 2010: Non Stop Media V, награда жюри, Харківська муніципальна гaлерея (Харьковская муниципальная галерея), Харьков Украина (каталог)[5]
- 2014: Beskidzkie Integracje Sztuki VIII (Бескидские интеграции искусства VIII), Galleria Kukuczka (галерея Kukuczka), Истебна Польша (каталог)[6]
- 2016—2017: Galerie Kunsthandwerkerhof (галерея Kunsthandwerkerhof), Кёнигсберг-ин-Байерн Германия[7]
- 2017: Zeigt her eure…, BBK — Gallery in Kulturspeicher (галерея BBK в Kulturspeicher), Вюрцбург Германия
- 2018: Farben — Glanz, Kunsthaus, Хасфурт Германия[8]
- 2018: Krokodil in der Suppe (крокодил в супе), BBK — Gallery in Kulturspeicher (галерея BBK в Kulturspeicher), Вюрцбург Германия
- 2019: Neuaufnahmen/DIE NEUEN (новые имена), BBK — Gallery in Kulturspeicher (галерея BBK в Kulturspeicher), Вюрцбург Германия[9]
- 2019—2020: Ikonen — Geschriebene Bilder (иконы — писанные картины), музей города Мильтенберг, Мильтенберг Германия[10]
- 2020: PositivWir (позитивные мы), госпиталь Кобургa, Кобург Германия
- 2020: H2O — Lebenselixier im Landkreis Haßberge (H2O — Жизненный элексир в Хасберге), «Kunststuck» арт премия Хасберге, замок музей Oberschwappach, Кнецгау Германия (буклет)[11]
- 2021: FRAUENTAG 2021 (Женский день 2021), BBK — Gallery online (галерея BBK онлайн), Вюрцбург Германия (открытки[12], арт — календарь: UNENDLICH FRAU (Бесконечность женьщины)[13])
- 2021: WELLE (Волна), BBK — Gallery in Kulturspeicher (галерея BBK в Kulturspeicher), Вюрцбург Германия
- 2021: was bleibt (что останется), Heidelberg Forum für Kunst (Гейдельбергский форум искусства, Гейдельберг Германия (каталог)[14]
- 2021: Sommerausstellung (летняя выставка) BBK — Lower Franconia (BBK — Нижняя Франкония), Neue Galerie in Bronnbach Monastery (новая галерея в монастыре Броннбах), Вертхайм Германия
- 2021: NATUR — MENSCH 2021 (Природа — человек 2021), арт премия Санкт-Андреасберг, Санкт-Андреасберг, Национальный парк Гарц Германия (каталог)[15]